# Filippa della Tavola
Filippa della Tavola (1395 – 1419) fu amante del marchese di Ferrara Niccolò III d'Este.

## Biografia
È passata alla storia per essere stata una delle numerose amanti del marchese di Ferrara Niccolò III d'Este, dal quale ebbe alcuni figli tra i quali si ricordano:
- Alberto d'Este (1415-1502), la cui figlia naturale Margherita sposò Febo Gonzaga, dei signori di Sabbioneta;
- Gurone d'Este (?-1484);
- Isotta d'Este.

Filippa sposò in seguito Giacomo Benedetti di Bologna.